# Cuisine sud-soudanaise
La cuisine sud-soudanaise est basée sur les céréales (maïs, sorghum). Elle utilise également des ignames, des pommes de terre, des légumes, des légumineuses (haricots, lentilles, arachides), de la viande (chèvre, mouton, poulet et poisson près des rivières et des lacs), du gombo et des fruits. La viande est bouillie, grillée ou séchée.
La cuisine sud-soudanaise a été influencée par la cuisine arabe.